# Sziki homokfutrinka
A sziki homokfutrinka (Calomera littoralis) Magyarországon is honos, a futrinkafélékhez tartozó bogárfaj.

## Megjelenése

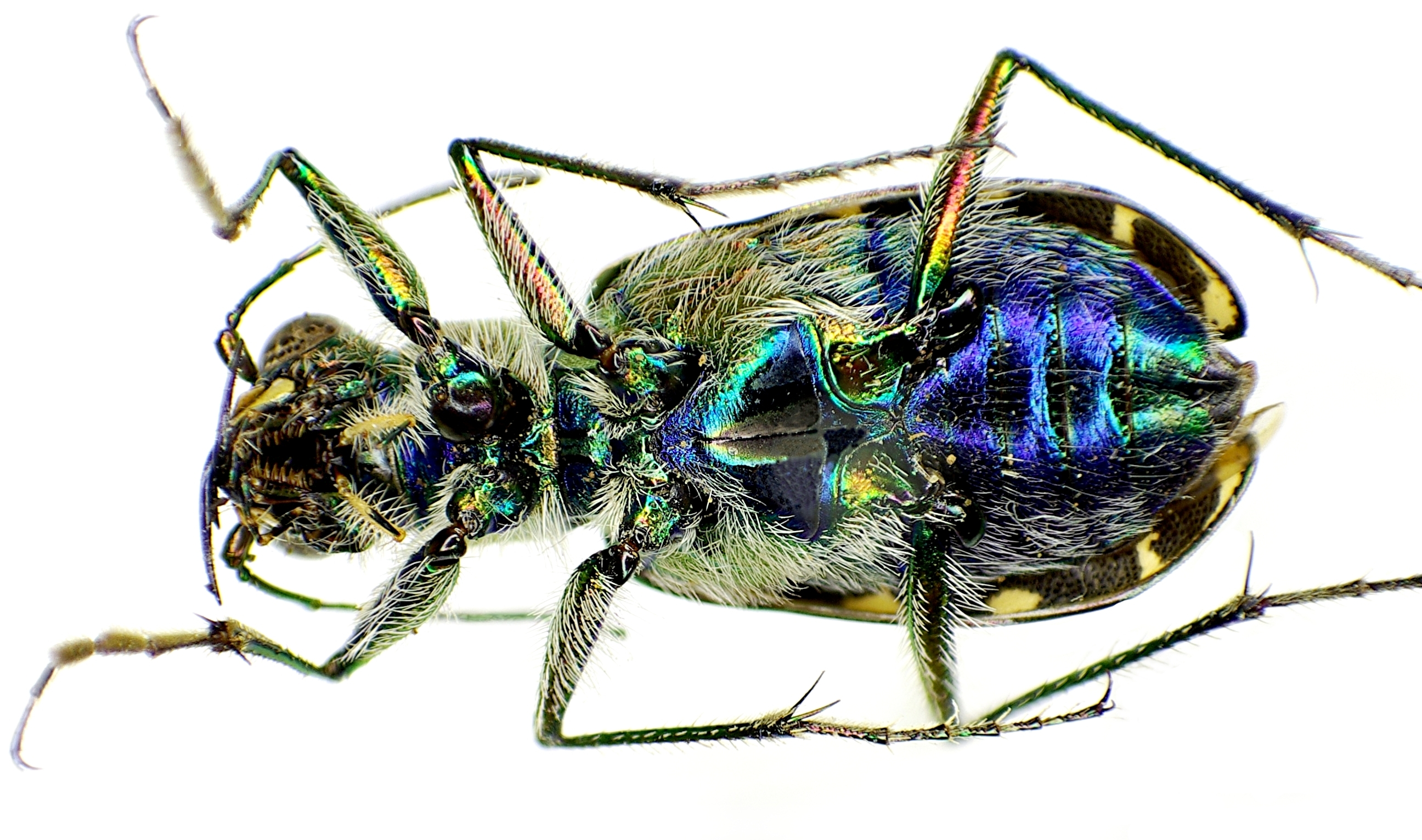
A sziki homokfutrinka alulról

Teste lapított, hossza 10–17 mm. Szárnyfedői rezesen csillogó sötét fakózöldek, szimmetrikusan elhelyezkedő világos foltokkal, alulról kékesszürkén irizáló. Lábai hosszúak, elősegítik a homokfutrinka gyors mozgását, lábfeje öt ízből áll.

## Elterjedése és életmódja
A sziki homokfutrinka Dél- és Kelet-Európában, Ázsiában és Észak-Afrikában fordul elő. Kiterjedt élőhelye miatt több alfajra oszlik, egyedül Európában öt ismert. A nyílt, kevés növényzettel borított szikes és sós pusztákat valamint a tengerpartokat kedveli. Elviseli a magas sótartalmú vizeket.
Nappal aktívak, csak akkor jönnek elő búvóhelyükről ha a környezet elegendően felmelegedett. Zavarásra felrepülnek és néhány métert szállva térnek vissza a talajra. Meleg időben jól repülnek, ám alacsony hőmérsékletnél csak szükség esetén kelnek szárnyra. Táplálékául más rovarok és egyéb ízeltlábúak szolgálnak. A nőstény futrinkák a homokba rakják petéiket, a kikelt lárvák kiássák magukat a felszínre. Lárvái szintén ragadozó életmódot folytatnak.

## Fordítás
- Ez a szócikk részben vagy egészben  a   Calomera littoralis című német Wikipédia-szócikk ezen változatának fordításán alapul.  Az eredeti cikk szerkesztőit annak laptörténete sorolja fel. Ez a jelzés csupán a megfogalmazás eredetét és a szerzői jogokat jelzi, nem szolgál a cikkben szereplő információk forrásmegjelöléseként.